# Propagateur de l'équation de Schrödinger
En physique, un propagateur est une fonction de Green particulière utilisée en électrodynamique quantique, qui peut être interprétée comme l'amplitude de probabilité pour qu'une particule élémentaire se déplace d'un endroit à un autre dans un temps donné.

## Histoire
Le terme propagateur a été introduit en physique par Feynman en 1948 pour sa formulation de la mécanique quantique en intégrales de chemin, une nouvelle approche de la quantification centrée sur le Lagrangien, contrairement à la procédure habituelle de quantification canonique fondée sur le hamiltonien.
Le propagateur, outil mathématique très commode, sera rapidement identifié par Dyson comme n'étant rien d'autre qu'une fonction de Green. Cette remarque permettra à Dyson de faire en 1948 le lien manquant entre la formulation abstraite de l'électrodynamique quantique développée par Schwinger, et celle, basée sur des diagrammes, inventée indépendamment par Feynman.

## Propagateur de Schrödinger
Considérons une particule non relativiste de masse {\displaystyle m} à une dimension, dont l'opérateur hamiltonien s'écrit :
| {\displaystyle {\hat {H}}\ =\ {\frac {{\hat {p}}^{2}}{2m}}\ +\ V({\hat {q}})} |

En représentation de Schrödinger, cette particule est décrite par le ket {\displaystyle |\psi (t)\rangle } qui obéit à l'équation de Schrödinger :
| {\displaystyle i\hbar \ {\frac {d\|\psi (t)\rangle }{dt}}\ =\ {\hat {H}}\ \|\psi (t)\rangle } |

Si l'on se donne à un instant initial {\displaystyle t_{0}} fixé une condition initiale {\displaystyle |\psi (t_{0})\rangle }, et en supposant que l'opérateur {\displaystyle \ {\hat {H}}} est indépendant du temps, on peut écrire la solution de l'équation de Schrödinger aux instants ultérieurs {\displaystyle t>t_{0}} comme :
| {\displaystyle \|\psi (t)\rangle \ =\ e^{-i{\hat {H}}(t-t_{0})/\hbar }\ \|\psi (t_{0})\rangle } |

Projetons cette équation dans la représentation des positions :
| {\displaystyle \langle q\|\psi (t)\rangle \ =\ \langle q\|e^{-i{\hat {H}}(t-t_{0})/\hbar }\ \|\psi (t_{0})\rangle } |

et insérons la relation de fermeture dans le terme de droite :
| {\displaystyle 1\ =\ \int \mathrm {d} q_{0}\ \|q_{0}\rangle \ \langle q_{0}\|} |

il vient :
| {\displaystyle \langle q\|\psi (t)\rangle \ =\ \int \mathrm {d} q_{0}\ \langle q\|e^{-i{\hat {H}}(t-t_{0})/\hbar }\ \|q_{0}\rangle \ \langle q_{0}\|\psi (t_{0})\rangle } |

Compte tenu du fait que {\displaystyle \langle q|\psi (t)\rangle =\psi (q,t)}, l'équation précédente s'écrit sous la forme :
| {\displaystyle \psi (q,t)\ =\ \int \mathrm {d} q_{0}\ \langle q\|e^{-i{\hat {H}}(t-t_{0})/\hbar }\|q_{0}\rangle \ \psi (q_{0},t_{0})} |

### Définition
On définit le propagateur de l'équation de Schrödinger par :
| {\displaystyle {K(q,t\|q_{0},t_{0})\ =\ \langle q\|e^{-i{\hat {H}}(t-t_{0})/\hbar }\|q_{0}\rangle }} |

de telle sorte que la fonction d'onde évolue selon l'équation intégrale :
| {\displaystyle \psi (q,t)\ =\ \int \mathrm {d} q_{0}\ K(q,t\|q_{0},t_{0})\ \psi (q_{0},t_{0})} |

### Remarque
Comme {\displaystyle \psi (q,t)} est une solution de l'équation de Schrödinger, le propagateur est aussi une solution de cette équation :
| {\displaystyle i\hbar \ {\frac {\partial K(q,t\|q_{0},t_{0})}{\partial t}}\ =\ -\ {\frac {\hbar ^{2}}{2m}}\ \Delta _{q}\ K(q,t\|q_{0},t_{0})\ +\ V(q)\ K(q,t\|q_{0},t_{0})} |

qui doit de plus vérifier la condition initiale :
| {\displaystyle \lim _{t\to t_{0}}K(q,t\|q_{0},t_{0})\ =\ \delta (q-q_{0})} |

Les mathématiciens parlent dans ce cas d'une solution élémentaire de l'équation de Schrödinger, les physiciens utilisant plutôt le nom de fonction de Green.

## Application au calcul d'une amplitude de transition
L'amplitude de transition pour que la particule passe d'état initial
{\displaystyle |\psi (t_{1})\rangle } à l'instant {\displaystyle t_{1}} vers un état {\displaystyle |\varphi (t_{2})\rangle } à l'instant {\displaystyle t_{2}>t_{1}} est donné par l'élément de matrice :
| {\displaystyle S_{1\to 2}\ =\ \langle \varphi (t_{2})\|e^{-i{\hat {H}}(t_{2}-t_{1})/\hbar }\ \|\psi (t_{1})\rangle } |

En insérant deux fois la relation de fermeture, on obtient :
| {\displaystyle S_{1\to 2}\ =\ \int \int \mathrm {d} q_{1}\mathrm {d} q_{2}\ \langle \varphi (t_{2})\|q_{2}\rangle \ \langle q_{2}\|\ e^{-i{\hat {H}}(t_{2}-t_{1})/\hbar }\ \|q_{1}\rangle \ \langle q_{1}\|\psi (t_{1})\rangle } |

c’est-à-dire :
| {\displaystyle S_{1\to 2}\ =\ \int \int \mathrm {d} q_{1}\mathrm {d} q_{2}\ \varphi ^{*}(q_{2},t_{2})\ K(q_{2},t_{2}\|q_{1},t_{1})\ \psi (q_{1},t_{1})} |

On constate donc que la connaissance du propagateur permet de calculer n'importe quelle amplitude de transition quantique, au moins formellement.

## Expression du propagateur de la particule libre

### Rappels sur la transformation de Fourier
On rappelle les relations :
{\displaystyle {\hat {\psi }}(p)\ =\ \int {\frac {\mathrm {d} q}{\sqrt {2\pi \hbar }}}\ e^{\,-\,ipq/\hbar }\ \psi (q)}
{\displaystyle \psi (q)\ =\ \int {\frac {\mathrm {d} p}{\sqrt {2\pi \hbar }}}\ e^{\,+\,ipq/\hbar }\ {\hat {\psi }}(p)}
Avec les notations de Dirac, et en utilisant la relation de fermeture sur les impulsions :
{\displaystyle 1\ =\ \int \mathrm {d} p\ |p\rangle \ \langle p|}
la seconde relation s'écrit :
{\displaystyle \langle q|\psi \rangle \ =\ \int {\frac {\mathrm {d} p}{\sqrt {2\pi \hbar }}}\ e^{\,+\,ipq/\hbar }\ \langle p|\psi \rangle \ =\ \int \mathrm {d} p\ \langle q|p\rangle \ \langle p|\psi \rangle }
On tire la formule suivante :
{\displaystyle \langle q|p\rangle \ =\ {\frac {e^{\,+\,ipq/\hbar }}{\sqrt {2\pi \hbar }}}\ }

### Expression du propagateur de la particule libre
Pour une particule libre sur la droite, l'opérateur hamiltonien est indépendant de la position :
{\displaystyle {\hat {H}}\ =\ {\frac {{\hat {p}}^{2}}{2m}}}
Le propagateur, qu'on note dans ce cas {\displaystyle K_{0}}, s'écrit alors :
{\displaystyle K_{0}(q,t|q_{0},t_{0})\ =\ \langle q|e^{-i{\hat {p}}^{2}(t-t_{0})/(2m\hbar )}|q_{0}\rangle }
Insérons alors deux fois la relation de fermeture pour les impulsions dans la définition du propagateur :
{\displaystyle K_{0}(q,t|q_{0},t_{0})\ =\ \int \mathrm {d} p\int \mathrm {d} p_{0}\ \langle q|p\rangle \ \langle p|e^{-i{\hat {p}}^{2}(t-t_{0})/(2m\hbar )}|p_{0}\rangle \ \langle p_{0}|q_{0}\rangle }
Le ket {\displaystyle |p_{0}\rangle } étant par définition un état propre de l'opérateur impulsion {\displaystyle {\hat {p}}}, on a :
{\displaystyle {\hat {p}}\,|p_{0}\rangle \ =\ p_{0}\,|p_{0}\rangle }
et l'élément de matrice devient :
{\displaystyle \langle p|e^{-i{\hat {p}}^{2}(t-t_{0})/(2m\hbar )}|p_{0}\rangle \ =\ e^{-ip_{0}^{2}(t-t_{0})/(2m\hbar )}\ \langle p|p_{0}\rangle }

Sachant que {\displaystyle \langle p|p_{0}\rangle =\delta (p-p_{0})}, on obtient pour le propagateur :
{\displaystyle K_{0}(q,t|q_{0},t_{0})\ =\ \int \mathrm {d} p\ \langle q|p\rangle \ e^{-ip^{2}(t-t_{0})/(2m\hbar )}\ \langle p|q_{0}\rangle }

Compte tenu de la formule démontrée précédemment avec la transformée de Fourier, il vient :
{\displaystyle K_{0}(q,t|q_{0},t_{0})\ =\ \int \mathrm {d} p\ {\frac {e^{\,+\,ipq/\hbar }}{\sqrt {2\pi \hbar }}}\ \times \ e^{-ip^{2}(t-t_{0})/(2m\hbar )}\ \times \ {\frac {e^{\,-\,ipq_{0}/\hbar }}{\sqrt {2\pi \hbar }}}}
qui se réécrit :
{\displaystyle K_{0}(q,t|q_{0},t_{0})\ =\ \int {\frac {\mathrm {d} p}{2\pi \hbar }}\ \exp \left[\,{\frac {ip(q-q_{0})}{\hbar }}\ -\ {\frac {ip^{2}(t-t_{0})}{2m\hbar }}\,\right]}
L'argument de l'exponentielle peut se réécrire comme suit :
{\displaystyle {\frac {ip(q-q_{0})}{\hbar }}\ -\ {\frac {ip^{2}(t-t_{0})}{2m\hbar }}\ =\ -\ {\frac {i(t-t_{0})}{2m\hbar }}\ \times \ \left[\ p^{2}\ -\ {\frac {2mp(q-q_{0})}{(t-t_{0})}}\ \right]}
Or le crochet est le début d'un carré parfait :
{\displaystyle p^{2}\ -\ {\frac {2mp(q-q_{0})}{(t-t_{0})}}\ =\ \left[\ p\ -\ {\frac {m(q-q_{0})}{(t-t_{0})}}\ \right]^{2}\ -\ {\frac {m^{2}(q-q_{0})^{2}}{(t-t_{0})^{2}}}}
donc l'argument de l'exponentielle devient :
{\displaystyle -\ {\frac {i(t-t_{0})}{2m\hbar }}\ \times \ \left[\ \left(\ p\ -\ {\frac {m(q-q_{0})}{(t-t_{0})}}\ \right)^{2}\ -\ {\frac {m^{2}(q-q_{0})^{2}}{(t-t_{0})^{2}}}\right]}
{\displaystyle =\ -\ {\frac {i(t-t_{0})}{2m\hbar }}\ \left(\ p\ -\ {\frac {m(q-q_{0})}{(t-t_{0})}}\ \right)^{2}\ +\ {\frac {im(q-q_{0})^{2}}{2\hbar (t-t_{0})}}}
Le dernier terme étant indépendant de l'impulsion, il sort de l'intégrale et le propagateur s'écrit :
{\displaystyle K_{0}(q,t|q_{0},t_{0})\ =\ \exp \left({\frac {im(q-q_{0})^{2}}{2\hbar (t-t_{0})}}\right)\ \times \ \int {\frac {\mathrm {d} p}{2\pi \hbar }}\ \exp \left[\,-\ {\frac {i(t-t_{0})}{2m\hbar }}\ \left(\ p\ -\ {\frac {m(q-q_{0})}{(t-t_{0})}}\ \right)^{2}\,\right]}
On fait un changement de variable sur les impulsions, les autres paramètres étant fixés :
{\displaystyle p\ \longrightarrow \ k\ =\ p\ -\ {\frac {m(q-q_{0})}{(t-t_{0})}}\ \Longrightarrow \ \mathrm {d} p\ \longrightarrow \ \mathrm {d} k\ =\ \mathrm {d} p}
ce qui donne :
{\displaystyle K_{0}(q,t|q_{0},t_{0})\ =\ {\frac {1}{2\pi \hbar }}\ \exp \left({\frac {im(q-q_{0})^{2}}{2\hbar (t-t_{0})}}\right)\ \times \ \int \mathrm {d} k\ \exp \left[\,-\ {\frac {i(t-t_{0})k^{2}}{2m\hbar }}\,\right]}
Il subsiste une intégrale Gaussienne qui se calcule exactement :
{\displaystyle \int \mathrm {d} k\ e^{-\alpha k^{2}}\ =\ {\sqrt {\frac {\pi }{\alpha }}}}
On en déduit que :
{\displaystyle K_{0}(q,t|q_{0},t_{0})\ =\ {\frac {1}{2\pi \hbar }}\ {\sqrt {\frac {2\pi m\hbar }{i(t-t_{0})}}}\ \exp \left({\frac {+im(q-q_{0})^{2}}{2\hbar (t-t_{0})}}\right)}
d'où l'expression finale du propagateur libre :
| {\displaystyle K_{0}(q,t\|q_{0},t_{0})\ =\ {\sqrt {\frac {m}{2\pi i\hbar (t-t_{0})}}}\ \exp \left({\frac {+im(q-q_{0})^{2}}{2\hbar (t-t_{0})}}\right)} |

### Remarque
Pour une particule libre dans un espace Euclidien à d dimensions, on pourrait démontrer de façon analogue que :
| {\displaystyle K_{0}({\vec {q}},t\|{\vec {q}}_{0},t_{0})\ =\ \left(\,{\frac {m}{2i\pi \hbar (t-t_{0})}}\,\right)^{d/2}\ \exp \left({\frac {+im({\vec {q}}-{\vec {q}}_{0})^{2}}{2\hbar (t-t_{0})}}\right)} |

## Équation de Chapman-Kolmogorov
La fonction d'onde à un instant {\displaystyle t_{2}>t_{1}} est donnée par l'équation intégrale :
| {\displaystyle \psi (q_{2},t_{2})\ =\ \int \mathrm {d} q_{1}\ K(q_{2},t_{2}\|q_{1},t_{1})\ \psi (q_{1},t_{1})} |

En introduisant dans cette équation la relation entre {\displaystyle \psi (q_{1},t_{1})} et {\displaystyle \psi (q_{0},t_{0})}, on obtient :
| {\displaystyle \psi (q_{2},t_{2})\ =\ \int \mathrm {d} q_{1}\ K(q_{2},t_{2}\|q_{1},t_{1})\ \int \mathrm {d} q_{0}K(q_{1},t_{1}\|q_{0},t_{0})\ \psi (q_{0},t_{0})} |

qu'on peut écrire :
| {\displaystyle \psi (q_{2},t_{2})\ =\ \int \mathrm {d} q_{0}\ \left[\ \int \mathrm {d} q_{1}\ K(q_{2},t_{2}\|q_{1},t_{1})\ K(q_{1},t_{1}\|q_{0},t_{0})\ \right]\ \psi (q_{0},t_{0})} |

Mais comme on peut aussi écrire directement que :
| {\displaystyle \psi (q_{2},t_{2})\ =\ \int \mathrm {d} q_{0}\ K(q_{2},t_{2}\|q_{0},t_{0})\ \psi (q_{0},t_{0})} |

On en déduit la formule fondamentale suivante :
| {\displaystyle K(q_{2},t_{2}\|q_{0},t_{0})\ =\ \int \mathrm {d} q_{1}\ K(q_{2},t_{2}\|q_{1},t_{1})\ K(q_{1},t_{1}\|q_{0},t_{0})} |

Cette relation porte le nom d'équation de Chapman-Kolmogorov dans la théorie des processus stochastiques, dont le mouvement brownien est un cas particulier.